# Рыбин, Александр Гаврилович
Александр Гаврилович Рыбин (1914—2003) — подполковник Советской Армии, участник Великой Отечественной войны, Герой Советского Союза (1944).

## Биография
Александр Рыбин родился 22 ноября 1914 года в селе Правые Ламки (ныне — Сосновский район Тамбовской области). После окончания шести классов школы работал в колхозе. В 1936—1938 годах проходил службу в Рабоче-крестьянскую Красную Армию. В 1940 году Рыбин повторно был призван в армию. Окончил курсы младших лейтенантов. С июля 1941 года — на фронтах Великой Отечественной войны.
К февралю 1944 года капитан Александр Рыбин командовал 1-м мотострелковым батальоном 15-й мотострелковой бригады 16-го танкового корпуса 2-й танковой армии 2-го Украинского фронта. Отличился во время освобождения Черкасской области Украинской ССР. 12 февраля 1944 года в бою у села Почапинцы Лысянского района батальон Рыбина не дал противнику прорваться из окружения, уничтожил 13 танков и более 100 солдат и офицеров противника. Во время боёв у села Журжинцы батальон Рыбина уничтожил 889 вражеских солдат и офицеров, ещё 114 сдались в плен. 6 марта 1944 года он переправился через реку Горный Тикич у села Буки Маньковского района и захватил плацдарм на её берегу, после чего удерживал его до переправы основных сил. 9 мая батальон Рыбина в числе первых вошёл в Умань и принял активное участие в её освобождении.
Указом Президиума Верховного Совета СССР от 13 сентября 1944 года за «мужество, отвагу и героизм, проявленные в борьбе с немецкими захватчиками» капитан Александр Рыбин был удостоен высокого звания Героя Советского Союза с вручением ордена Ленина и медали «Золотая Звезда» за номером 4444. В конце 1944 года майор Рыбин А.Г. назначен заместителем командира 34-й мотострелковой бригады.
После окончания войны Рыбин продолжил службу в Советской Армии. Дважды оканчивал курсы усовершенствования офицерского состава. В 1955 году в звании подполковника Рыбин был уволен в запас. Проживал и работал в родном селе.
Скончался 25 февраля 2003 года.
Был также награждён четырьмя орденами Красного Знамени, орденом Отечественной войны 1-й степени, двумя орденами Красной Звезды и рядом медалей.